# 대한민국 제14대 국회
제14대 대한민국 국회는 1992년 5월 30일에 개원하였다.

## 임기
4년 (1992년 5월 30일 ~ 1996년 5월 29일)

## 국회의 구성

### 의장·부의장
|            | 1992년 6월 29일 ~ 1994년 6월 28일 | 1992년 6월 29일 ~ 1994년 6월 28일 | 1994년 6월 29일 ~ 1996년 5월 29일       | 1994년 6월 29일 ~ 1996년 5월 29일 |
| 국회의장   | 박준규 이만섭                     | 박준규 이만섭                     | 황낙주                                  | 황낙주                            |
| 국회부의장 | 황낙주 (민주자유당)               | 허경만 (민주당)                   | 이춘구 (민주자유당) 이한동 (민주자유당) | 홍영기 (민주당)                   |

### 정당별 구성
| 교섭단체명     | 정당명         | 1992년 총선 당시    | 1992년 총선 당시    | 1992년 총선 당시      | 1996년 총선 당시      | 1996년 총선 당시      | 1996년 총선 당시      |
| 교섭단체명     | 정당명         | 지역구              | 전국구              | 합계                  | 지역구                | 전국구                | 합계                  |
| -------------- | -------------- | ------------------- | ------------------- | --------------------- | --------------------- | --------------------- | --------------------- |
| 신한국당       | 신한국당1      | 116석               | 33석                | 149석                 | 115석                 | 31석                  | 146석                 |
| 새정치국민회의 | 새정치국민회의 | 민주당에서 분리     | 민주당에서 분리     | 민주당에서 분리       | 53석                  | 0석                   | 53석                  |
| 통합민주당     | 통합민주당2    | 75석                | 22석                | 97석                  | 17석                  | 20석                  | 37석                  |
| 통일국민당     | 통일국민당     | 24석                | 7석                 | 31석                  | 자유민주연합으로 승계 | 자유민주연합으로 승계 | 자유민주연합으로 승계 |
| 자유민주연합   | 자유민주연합   | 통일국민당와의 합당 | 통일국민당와의 합당 | 통일국민당와의 합당   | 24석                  | 5석                   | 29석                  |
| 비교섭단체     |                |                     |                     |                       |                       |                       |                       |
| 신정치개혁당   | 1석            |                     | 1석                 | 자유민주연합으로 승계 | 자유민주연합으로 승계 | 자유민주연합으로 승계 |                       |
| 무정파전국연합 | 신생정당       | 신생정당            | 신생정당            | 1석                   |                       | 1석                   |                       |
| 무소속         | 21석           |                     | 21석                | 10석                  | 3석                   | 24석                  |                       |
| 계             | 계             | 237석               | 62석                | 299석                 | 231석                 | 59석                  | 290석                 |

- 1 개원 당시 당명은 ‘민주자유당’이었다.
- 2 개원 당시 당명은 ‘민주당’이었다.

### 상임위원회
| 위원회               | 이름   | 소속정당   |
| -------------------- | ------ | ---------- |
| 국회운영위원회       | 김용태 | 민주자유당 |
| 국회운영위원회       | 김영구 | 민주자유당 |
| 국회운영위원회       | 이한동 | 민주자유당 |
| 법제사법위원회       | 현경대 | 민주자유당 |
| 외무통일위원회       | 정재문 | 민주자유당 |
| 행정위원회           | 윤영탁 | 통일국민당 |
| 내무위원회           | 서정화 | 민주자유당 |
| 재무위원회           | 노인환 | 민주자유당 |
| 경제과학위원회       | 신진욱 | 민주당     |
| 국방위원회           | 유학성 | 민주자유당 |
| 국방위원회           | 신상우 | 민주자유당 |
| 교육체육청소년위원회 | 조순형 | 민주당     |
| 문화공보위원회       | 오세응 | 민주자유당 |
| 농림수산위원회       | 정시채 | 민주자유당 |
| 상공위원회           | 안동선 | 민주당     |
| 동력자원위원회       | 손승덕 | 통일국민당 |
| 보건사회위원회       | 장기욱 | 민주당     |
| 노동위원회           | 장석화 | 민주당     |
| 교통체신위원회       | 양정규 | 무소속     |
| 건설위원회           | 서정화 | 민주자유당 |
| 윤리특별위원회       | 이종근 | 민주자유당 |

| 위원회             | 이름   | 소속정당   |
| ------------------ | ------ | ---------- |
| 국회운영위원회     | 이한동 | 민주자유당 |
| 국회운영위원회     | 현경대 | 민주자유당 |
| 국회운영위원회     | 서정화 | 민주자유당 |
| 법제사법위원회     | 박희태 | 민주자유당 |
| 외무통일위원회     | 나웅배 | 민주자유당 |
| 외무통일위원회     | 오세웅 | 민주자유당 |
| 행정경제위원회     | 김덕규 | 민주당     |
| 내무위원회         | 김기배 | 민주자유당 |
| 재무위원회         | 심정구 | 민주자유당 |
| 경제과학위원회     | 신진욱 | 민주당     |
| 국방위원회         | 황명수 | 민주자유당 |
| 교육위원회         | 이영권 | 민주당     |
| 문화체육공보위원회 | 신경식 | 민주자유당 |
| 농림수산위원회     | 양창식 | 민주자유당 |
| 상공자원위원회     | 조순승 | 민주당     |
| 보건사회위원회     | 박상천 | 민주당     |
| 환경노동위원회     | 홍사덕 | 민주당     |
| 통신과학기술위원회 | 장경우 | 민주당     |
| 통신과학기술위원회 | 최낙도 | 민주당     |
| 건설교통위원회     | 이성호 | 민주자유당 |
| 건설교통위원회     | 박재흥 | 민주자유당 |
| 정보위원회         | 신상우 | 민주자유당 |
| 윤리특별위원회     | 이종근 | 민주자유당 |
| 여성특별위원회     | 이우정 | 민주당     |

## 의석 변동
| 날짜             | 이름 | 소속정당                    | 선거구                    | 사유 | 정당별 증감 | 의석 수                                                                                             |
| ---------------- | --- | --------------------------- | ------------------------- | --- | ----------- | --------------------------------------------------------------------------------------------------- |
| 1992년 3월 26일  | 이승무 | 무소속 → 민주자유당         | 경북 점촌시·문경군        | 입당 | ±1          | 민주자유당 150석 민주당 97석 통일국민당 31석 신정치개혁당 1석 무소속 20석                           |
| 1992년 3월 30일  | 김정남 | 무소속 → 통일국민당         | 강원 삼척시·삼척군        | 입당 | ±1          | 민주자유당 150석 민주당 97석 통일국민당 32석 신정치개혁당 1석 무소속 19석                           |
| 1992년 4월 9일   | 김길홍 | 무소속 → 민주자유당         | 경북 안동시               | 입당 | ±1          | 민주자유당 151석 민주당 97석 통일국민당 32석 신정치개혁당 1석 무소속 18석                           |
| 1992년 5월 14일  | 변정일 | 무소속 → 통일국민당         | 제주 서귀포시·남제주군    | 입당 | ±1          | 민주자유당 151석 민주당 97석 통일국민당 33석 신정치개혁당 1석 무소속 17석                           |
| 1992년 5월 21일  | 최돈웅 | 무소속 → 민주자유당         | 강원 강릉시               | 입당 | ±1          | 민주자유당 152석 민주당 97석 통일국민당 33석 신정치개혁당 1석 무소속 16석                           |
| 1992년 5월 27일  | 임춘원 | 민주당 → 무소속             | 전국구                    | 탈당 | ±1          | 민주자유당 152석 민주당 96석 통일국민당 33석 신정치개혁당 1석 무소속 17석                           |
| 1992년 5월 30일  | 조윤형 | 통일국민당 → 무소속         | 전국구                    | 탈당 | ±1          | 민주자유당 152석 민주당 96석 통일국민당 32석 신정치개혁당 1석 무소속 18석                           |
| 1992년 6월 2일   | 서석재 | 무소속 → 민주자유당         | 부산 사하구               | 입당 | ±4          | 민주자유당 156석 민주당 96석 통일국민당 32석 신정치개혁당 1석 무소속 14석                           |
| 1992년 6월 2일   | 박헌기 | 무소속 → 민주자유당         | 경북 영천시·영천군        | 입당 | ±4          | 민주자유당 156석 민주당 96석 통일국민당 32석 신정치개혁당 1석 무소속 14석                           |
| 1992년 6월 2일   | 하순봉 | 무소속 → 민주자유당         | 경남 진주시               | 입당 | ±4          | 민주자유당 156석 민주당 96석 통일국민당 32석 신정치개혁당 1석 무소속 14석                           |
| 1992년 6월 2일   | 정필근 | 무소속 → 민주자유당         | 경남 진양군               | 입당 | ±4          | 민주자유당 156석 민주당 96석 통일국민당 32석 신정치개혁당 1석 무소속 14석                           |
| 1992년 6월 25일  | 조진형 | 무소속 → 민주자유당         | 인천 북구 갑              | 입당 | ±3          | 민주자유당 159석 민주당 96석 통일국민당 32석 신정치개혁당 1석 무소속 11석                           |
| 1992년 6월 25일  | 현경대 | 무소속 → 민주자유당         | 제주시                    | 입당 | ±3          | 민주자유당 159석 민주당 96석 통일국민당 32석 신정치개혁당 1석 무소속 11석                           |
| 1992년 6월 25일  | 양정규 | 무소속 → 민주자유당         | 북제주군                  | 입당 | ±3          | 민주자유당 159석 민주당 96석 통일국민당 32석 신정치개혁당 1석 무소속 11석                           |
| 1992년 8월 17일  | 이종찬 | 민주자유당 → 무소속         | 서울 종로구               | 탈당 | ±1          | 민주자유당 158석 민주당 95석 통일국민당 32석 신정치개혁당 1석 무소속 13석                           |
| 1992년 8월 17일  | 한영수 | 민주당 → 무소속             | 충남 서산시·서산군·태안군 | 탈당 | ±1          | 민주자유당 158석 민주당 95석 통일국민당 32석 신정치개혁당 1석 무소속 13석                           |
| 1992년 8월 25일  | 이상재 | 무소속 → 민주자유당         | 충남 공주시·공주군        | 입당 | ±1          | 민주자유당 159석 민주당 95석 통일국민당 32석 신정치개혁당 1석 무소속 12석                           |
| 1992년 9월 1일   | 김호일 | 무소속 → 민주자유당         | 경남 마산시 합포구        | 입당 | ±1          | 민주자유당 160석 민주당 95석 통일국민당 32석 신정치개혁당 1석 무소속 11석                           |
| 1992년 9월 7일   | 김상구 | 무소속 → 민주자유당         | 경북 상주시·상주군        | 입당 | ±1          | 민주자유당 161석 민주당 95석 통일국민당 32석 신정치개혁당 1석 무소속 10석                           |
| 1992년 9월 8일   | 김용채 | 민주자유당                  | 서울 노원구 을            | 당선자 재결정 | -1          | 민주자유당 160석 민주당 96석 통일국민당 32석 신정치개혁당 1석 무소속 10석                           |
| 1992년 9월 8일   | 임채정 | 민주당                      | 서울 노원구 을            | 당선자 재결정 | +1          | 민주자유당 160석 민주당 96석 통일국민당 32석 신정치개혁당 1석 무소속 10석                           |
| 1992년 9월 23일  | 김찬우 | 통일국민당 → 무소속         | 경북 청송군·영덕군        | 탈당 | ±1          | 민주자유당 160석 민주당 96석 통일국민당 31석 신정치개혁당 1석 무소속 11석                           |
| 1992년 9월 30일  | 허화평 | 무소속 → 민주자유당         | 경북 포항시               | 입당 | ±1          | 민주자유당 161석 민주당 96석 통일국민당 31석 신정치개혁당 1석 무소속 10석                           |
| 1992년 10월 1일  | 박희부 | 통일국민당 → 무소속         | 충남 연기군               | 탈당 | ±1          | 민주자유당 161석 민주당 96석 통일국민당 30석 신정치개혁당 1석 무소속 11석                           |
| 1992년 10월 10일 | 박태준 | 민주자유당 → 무소속         | 전국구                    | 탈당 | ±1          | 민주자유당 160석 민주당 96석 통일국민당 30석 신정치개혁당 1석 무소속 12석                           |
| 1992년 10월 13일 | 김영삼 → 조용직                                                                                                   | 민주자유당                  | 전국구                    | 김영삼 대선 출마로 사퇴 조용직 승계 |             | 민주자유당 160석 민주당 96석 통일국민당 30석 신정치개혁당 1석 무소속 12석                           |
| 1992년 10월 14일 | 유수호 | 민주자유당 → 무소속         | 대구 중구                 | 탈당 | ±5          | 민주자유당 155석 민주당 96석 통일국민당 30석 신정치개혁당 1석 무소속 17석                           |
| 1992년 10월 14일 | 박철언 | 민주자유당 → 무소속         | 대구 수성구 갑            | 탈당 | ±5          | 민주자유당 155석 민주당 96석 통일국민당 30석 신정치개혁당 1석 무소속 17석                           |
| 1992년 10월 14일 | 장경우 | 민주자유당 → 무소속         | 경기 안산시·옹진군        | 탈당 | ±5          | 민주자유당 155석 민주당 96석 통일국민당 30석 신정치개혁당 1석 무소속 17석                           |
| 1992년 10월 14일 | 이자헌 | 민주자유당 → 무소속         | 경기 평택군               | 탈당 | ±5          | 민주자유당 155석 민주당 96석 통일국민당 30석 신정치개혁당 1석 무소속 17석                           |
| 1992년 10월 14일 | 김용환 | 민주자유당 → 무소속         | 충남 대천시·보령군        | 탈당 | ±5          | 민주자유당 155석 민주당 96석 통일국민당 30석 신정치개혁당 1석 무소속 17석                           |
| 1992년 10월 15일 | 송천영 | 민주당 → 무소속             | 대전 동구 을              | 탈당 | ±1          | 민주자유당 155석 민주당 95석 통일국민당 30석 신정치개혁당 1석 무소속 18석                           |
| 1992년 10월 24일 | 이재환 | 무소속 → 민주자유당         | 대전 서구·유성구          | 입당 | ±1          | 민주자유당 156석 민주당 95석 통일국민당 30석 신정치개혁당 1석 무소속 17석                           |
| 1992년 11월 2일  | 박규식 | 민주당 → 무소속             | 경기 부천시 남구          | 탈당 | ±1          | 민주자유당 156석 민주당 94석 통일국민당 30석 신정치개혁당 1석 무소속 18석                           |
| 1992년 11월 7일  | 박희부 | 무소속 → 민주자유당         | 충남 연기군               | 입당 | ±2          | 민주자유당 158석 민주당 94석 통일국민당 30석 신정치개혁당 1석 무소속 16석                           |
| 1992년 11월 7일  | 김찬우 | 무소속 → 민주자유당         | 경북 청송군·영덕군        | 입당 | ±2          | 민주자유당 158석 민주당 94석 통일국민당 30석 신정치개혁당 1석 무소속 16석                           |
| 1992년 11월 10일 | 조윤형 | 무소속 → 민주당             | 전국구(통일국민당)        | 입당 | ±1          | 민주자유당 158석 민주당 95석 통일국민당 30석 신정치개혁당 1석 무소속 15석                           |
| 1992년 11월 12일 | 임춘원 | 무소속 → 민주자유당         | 서울 서대문구 을          | 입당 | ±3          | 민주자유당 161석 민주당 95석 통일국민당 30석 신정치개혁당 1석 무소속 12석                           |
| 1992년 11월 12일 | 송천영 | 무소속 → 민주자유당         | 대전 동구 을              | 입당 | ±3          | 민주자유당 161석 민주당 95석 통일국민당 30석 신정치개혁당 1석 무소속 12석                           |
| 1992년 11월 12일 | 박규식 | 무소속 → 민주자유당         | 경기 부천시 남구          | 입당 | ±3          | 민주자유당 161석 민주당 95석 통일국민당 30석 신정치개혁당 1석 무소속 12석                           |
| 1992년 11월 17일 | 유수호 | 무소속 → 통일국민당         | 대구 중구                 | 탈당 | ±5          | 민주자유당 161석 민주당 95석 통일국민당 35석 신정치개혁당 1석 무소속 7석                            |
| 1992년 11월 17일 | 박철언 | 무소속 → 통일국민당         | 대구 수성구 갑            | 탈당 | ±5          | 민주자유당 161석 민주당 95석 통일국민당 35석 신정치개혁당 1석 무소속 7석                            |
| 1992년 11월 17일 | 이자헌 | 무소속 → 통일국민당         | 경기 평택군               | 탈당 | ±5          | 민주자유당 161석 민주당 95석 통일국민당 35석 신정치개혁당 1석 무소속 7석                            |
| 1992년 11월 17일 | 김용환 | 무소속 → 통일국민당         | 충남 대천시·보령군        | 탈당 | ±5          | 민주자유당 161석 민주당 95석 통일국민당 35석 신정치개혁당 1석 무소속 7석                            |
| 1992년 11월 17일 | 한영수 | 무소속 → 통일국민당         | 충남 서산시·서산군·태안군 | 탈당 | ±5          | 민주자유당 161석 민주당 95석 통일국민당 35석 신정치개혁당 1석 무소속 7석                            |
| 1992년 11월 19일 | 이종찬 | 무소속 → 새한국당           | 서울 종로구               | 새한국당 창당 | ±2          | 민주자유당 161석 민주당 95석 통일국민당 34석 새한국당 2석 신정치개혁당 1석 무소속 6석               |
| 1992년 11월 19일 | 장경우 | 무소속 → 새한국당           | 경기 안산시·옹진군        | 새한국당 창당 | ±2          | 민주자유당 161석 민주당 95석 통일국민당 34석 새한국당 2석 신정치개혁당 1석 무소속 6석               |
| 1992년 11월 19일 | 차화준 | 통일국민당 → 무소속         | 경남 울산시 중구          | 탈당 | ±1          | 민주자유당 161석 민주당 95석 통일국민당 34석 새한국당 2석 신정치개혁당 1석 무소속 6석               |
| 1992년 11월 21일 | 김복동 | 민주자유당 → 통일국민당     | 대구 동구 갑              | 당적변경 | ±1          | 민주자유당 161석 민주당 95석 통일국민당 35석 새한국당 2석 신정치개혁당 1석 무소속 5석               |
| 1992년 11월 21일 | 정호용 | 무소속 → 민주자유당         | 대구 서구 갑              | 입당 | ±1          | 민주자유당 161석 민주당 95석 통일국민당 35석 새한국당 2석 신정치개혁당 1석 무소속 5석               |
| 1992년 12월 17일 | 박구일 | 민주자유당 → 통일국민당     | 전국구(민주자유당)        | 당적변경 | ±1          | 민주자유당 161석 민주당 95석 통일국민당 36석 새한국당 2석 신정치개혁당 1석 무소속 4석               |
| 1992년 12월 17일 | 박태준 → 구창림                                                                                                   | 무소속 → 민주자유당         | 전국구(민주자유당)        | 박태준 사퇴 구창림 승계 | ±1          | 민주자유당 161석 민주당 95석 통일국민당 36석 새한국당 2석 신정치개혁당 1석 무소속 4석               |
| 1992년 12월 19일 | 김대중 → 남궁진                                                                                                   | 민주당                      | 전국구                    | 김대중 정계 은퇴 남궁진 승계 |             | 민주자유당 161석 민주당 95석 통일국민당 36석 새한국당 2석 신정치개혁당 1석 무소속 4석               |
| 1993년 1월 3일   | 김재광 → 박근호                                                                                                   | 민주자유당                  | 전국구                    | 김재광 사망 박근호 승계 |             | 민주자유당 161석 민주당 95석 통일국민당 36석 새한국당 2석 신정치개혁당 1석 무소속 4석               |
| 1993년 1월 25일  | 윤항렬 | 통일국민당                  | 경기 광명시               | 사망 | -1          | 민주자유당 161석 민주당 95석 통일국민당 35석 새한국당 2석 신정치개혁당 1석 무소속 4석               |
| 1993년 1월 29일  | 서석재 | 민주자유당                  | 부산 사하구               | 의원직 상실 | -1          | 민주자유당 160석 민주당 95석 통일국민당 35석 새한국당 2석 신정치개혁당 1석 무소속 4석               |
| 1993년 2월 1일   | 성무용 | 무소속 → 민주자유당         | 충남 천안시               | 입당 | ±1          | 민주자유당 161석 민주당 95석 통일국민당 35석 새한국당 2석 신정치개혁당 1석 무소속 3석               |
| 1993년 2월 4일   | 차화준 | 무소속 → 민주자유당         | 경남 울산시 중구          | 입당 | ±1          | 민주자유당 162석 민주당 95석 통일국민당 35석 새한국당 2석 신정치개혁당 1석 무소속 2석               |
| 1993년 2월 5일   | 이강두 | 무소속 → 민주자유당         | 경남 거창군               | 입당 | ±1          | 민주자유당 163석 민주당 95석 통일국민당 35석 새한국당 2석 신정치개혁당 1석 무소속 1석               |
| 1993년 2월 8일   | 이호정 | 통일국민당 → 무소속         | 경기 수원시 장안구        | 탈당 | ±1          | 민주자유당 163석 민주당 95석 통일국민당 34석 새한국당 2석 신정치개혁당 1석 무소속 2석               |
| 1993년 2월 9일   | 송영진 | 통일국민당 → 무소속         | 충남 당진군               | 탈당 | ±1          | 민주자유당 163석 민주당 95석 통일국민당 33석 새한국당 2석 신정치개혁당 1석 무소속 3석               |
| 1993년 2월 10일  | 정태영 | 통일국민당 → 무소속         | 충남 금산군               | 탈당 | ±2          | 민주자유당 163석 민주당 95석 통일국민당 31석 새한국당 2석 신정치개혁당 1석 무소속 5석               |
| 1993년 2월 10일  | 이학원 | 통일국민당 → 무소속         | 경북 울진군               | 탈당 | ±2          | 민주자유당 163석 민주당 95석 통일국민당 31석 새한국당 2석 신정치개혁당 1석 무소속 5석               |
| 1993년 2월 11일  | 정주영 | 통일국민당 → 무소속         | 전국구                    | 탈당 | ±1          | 민주자유당 163석 민주당 95석 통일국민당 30석 새한국당 2석 신정치개혁당 1석 무소속 6석               |
| 1993년 2월 13일  | 원광호 | 통일국민당 → 무소속         | 강원 원주시               | 탈당 | ±2          | 민주자유당 163석 민주당 95석 통일국민당 28석 새한국당 2석 신정치개혁당 1석 무소속 8석               |
| 1993년 2월 13일  | 차수명 | 통일국민당 → 무소속         | 경남 울산시 남구          | 탈당 | ±2          | 민주자유당 163석 민주당 95석 통일국민당 28석 새한국당 2석 신정치개혁당 1석 무소속 8석               |
| 1993년 2월 15일  | 김범명 | 통일국민당 → 무소속         | 충남 논산군               | 탈당 | ±1          | 민주자유당 163석 민주당 95석 통일국민당 27석 새한국당 2석 신정치개혁당 1석 무소속 9석               |
| 1993년 2월 17일  | 정몽준 | 통일국민당 → 무소속         | 경남 울산시 동구          | 탈당 | ±1          | 민주자유당 163석 민주당 95석 통일국민당 26석 새한국당 2석 신정치개혁당 1석 무소속 10석              |
| 1993년 2월 18일  | 최영한 | 통일국민당 → 무소속         | 전국구                    | 탈당 | ±2          | 민주자유당 163석 민주당 95석 통일국민당 24석 새한국당 2석 신정치개혁당 1석 무소속 12석              |
| 1993년 2월 18일  | 정창현 | 통일국민당 → 무소속         | 전국구                    | 탈당 | ±2          | 민주자유당 163석 민주당 95석 통일국민당 24석 새한국당 2석 신정치개혁당 1석 무소속 12석              |
| 1993년 2월 20일  | 김해석 | 통일국민당 → 무소속         | 대구 남구                 | 탈당 | ±7          | 민주자유당 163석 민주당 95석 통일국민당 17석 새한국당 2석 신정치개혁당 1석 무소속 19석              |
| 1993년 2월 20일  | 박제상 | 통일국민당 → 무소속         | 경기 과천시·의왕시        | 탈당 | ±7          | 민주자유당 163석 민주당 95석 통일국민당 17석 새한국당 2석 신정치개혁당 1석 무소속 19석              |
| 1993년 2월 20일  | 김두섭 | 통일국민당 → 무소속         | 경기 김포군·강화군        | 탈당 | ±7          | 민주자유당 163석 민주당 95석 통일국민당 17석 새한국당 2석 신정치개혁당 1석 무소속 19석              |
| 1993년 2월 20일  | 김효영 | 통일국민당 → 무소속         | 강원 동해시               | 탈당 | ±7          | 민주자유당 163석 민주당 95석 통일국민당 17석 새한국당 2석 신정치개혁당 1석 무소속 19석              |
| 1993년 2월 20일  | 김진영 | 통일국민당 → 무소속         | 충북 청주시 갑            | 탈당 | ±7          | 민주자유당 163석 민주당 95석 통일국민당 17석 새한국당 2석 신정치개혁당 1석 무소속 19석              |
| 1993년 2월 20일  | 송광호 | 통일국민당 → 무소속         | 충북 제천군·단양군        | 탈당 | ±7          | 민주자유당 163석 민주당 95석 통일국민당 17석 새한국당 2석 신정치개혁당 1석 무소속 19석              |
| 1993년 2월 20일  | 이건영 | 통일국민당 → 무소속         | 전국구                    | 탈당 | ±7          | 민주자유당 163석 민주당 95석 통일국민당 17석 새한국당 2석 신정치개혁당 1석 무소속 19석              |
| 1993년 2월 23일  | 변정일 | 통일국민당 → 무소속         | 제주 서귀포시·남제주군    | 탈당 | ±1          | 민주자유당 163석 민주당 95석 통일국민당 17석 새한국당 2석 신정치개혁당 1석 무소속 19석              |
| 1993년 2월 23일  | 정주영 → 강부자                                                                                                   | 무소속 → 통일국민당         | 전국구(통일국민당)        | 정주영 정계은퇴 강부자 승계 | ±1          | 민주자유당 163석 민주당 95석 통일국민당 17석 새한국당 2석 신정치개혁당 1석 무소속 19석              |
| 1993년 2월 27일  | 양순직 | 통일국민당 → 무소속         | 전국구                    | 탈당 | ±1          | 민주자유당 162석 민주당 95석 통일국민당 16석 새한국당 2석 신정치개혁당 1석 무소속 20석              |
| 1993년 2월 27일  | 박관용 | 민주자유당                  | 부산 동래구 갑            | 대통령 비서실장 임명으로 사퇴 | -1          | 민주자유당 162석 민주당 95석 통일국민당 16석 새한국당 2석 신정치개혁당 1석 무소속 20석              |
| 1993년 2월 27일  | 김영수 → 유성환                                                                                                   | 민주자유당                  | 전국구                    | 김영수 청와대 민정수석 임명으로 사퇴 유성환 승계 |             | 민주자유당 162석 민주당 95석 통일국민당 16석 새한국당 2석 신정치개혁당 1석 무소속 20석              |
| 1993년 3월 12일  | 윤영탁 | 통일국민당 → 무소속         | 대구 수성구 을            | 탈당 | ±2          | 민주자유당 162석 민주당 95석 통일국민당 14석 새한국당 2석 신정치개혁당 1석 무소속 22석              |
| 1993년 3월 12일  | 김정남 | 통일국민당 → 무소속         | 강원 삼척시·삼척군        | | ±2          | 민주자유당 162석 민주당 95석 통일국민당 14석 새한국당 2석 신정치개혁당 1석 무소속 22석              |
| 1993년 3월 30일  | 임춘원 | 민주자유당 → 무소속         | 서울 서대문구 을          | 공직자 재산공개 파동으로 탈당 | ±3          | 민주자유당 156석 민주당 95석 통일국민당 14석 새한국당 2석 신정치개혁당 1석 무소속 25석              |
| 1993년 3월 30일  | 박준규 | 민주자유당 → 무소속         | 대구 동구 을              | 공직자 재산공개 파동으로 탈당 | ±3          | 민주자유당 156석 민주당 95석 통일국민당 14석 새한국당 2석 신정치개혁당 1석 무소속 25석              |
| 1993년 3월 30일  | 정동호 | 민주자유당 → 무소속         | 경남 의령군·함안군        | 공직자 재산공개 파동으로 제명 | ±3          | 민주자유당 156석 민주당 95석 통일국민당 14석 새한국당 2석 신정치개혁당 1석 무소속 25석              |
| 1993년 3월 30일  | 김문기 | 민주자유당                  | 강원 명주군·양양군        | 공직자 재산공개 파동으로 사퇴 | -3          | 민주자유당 156석 민주당 95석 통일국민당 14석 새한국당 2석 신정치개혁당 1석 무소속 25석              |
| 1993년 3월 30일  | 김재순 | 민주자유당                  | 강원 화천군·철원군        | 공직자 재산공개 파동으로 사퇴 | -3          | 민주자유당 156석 민주당 95석 통일국민당 14석 새한국당 2석 신정치개혁당 1석 무소속 25석              |
| 1993년 3월 30일  | 유학성 | 민주자유당                  | 경북 예천군               | 공직자 재산공개 파동으로 사퇴 | -3          | 민주자유당 156석 민주당 95석 통일국민당 14석 새한국당 2석 신정치개혁당 1석 무소속 25석              |
| 1993년 4월 23일  | 강경식 | 민주자유당                  | 부산 동래구 갑            | 재보궐선거 당선 | +3          | 민주자유당 159석 민주당 95석 통일국민당 14석 새한국당 2석 신정치개혁당 1석 무소속 25석              |
| 1993년 4월 23일  | 박종웅 | 민주자유당                  | 부산 사하구               | 재보궐선거 당선 |             | 민주자유당 159석 민주당 95석 통일국민당 14석 새한국당 2석 신정치개혁당 1석 무소속 25석              |
| 1993년 4월 23일  | 손학규 | 민주자유당                  | 경기 광명시               | 재보궐선거 당선 |             | 민주자유당 159석 민주당 95석 통일국민당 14석 새한국당 2석 신정치개혁당 1석 무소속 25석              |
| 1993년 4월 27일  | 이호정 | 무소속 → 민주자유당         | 경기 수원시 장안구        | 입당 | ±8          | 민주자유당 167석 민주당 95석 통일국민당 14석 새한국당 2석 신정치개혁당 1석 무소속 17석              |
| 1993년 4월 27일  | 박제상 | 무소속 → 민주자유당         | 경기 과천시·의왕시        | 입당 | ±8          | 민주자유당 167석 민주당 95석 통일국민당 14석 새한국당 2석 신정치개혁당 1석 무소속 17석              |
| 1993년 4월 27일  | 김두섭 | 무소속 → 민주자유당         | 경기 김포군·강화군        | 입당 | ±8          | 민주자유당 167석 민주당 95석 통일국민당 14석 새한국당 2석 신정치개혁당 1석 무소속 17석              |
| 1993년 4월 27일  | 원광호 | 무소속 → 민주자유당         | 강원 원주시               | 입당 | ±8          | 민주자유당 167석 민주당 95석 통일국민당 14석 새한국당 2석 신정치개혁당 1석 무소속 17석              |
| 1993년 4월 27일  | 김효영 | 무소속 → 민주자유당         | 강원 동해시               | 입당 | ±8          | 민주자유당 167석 민주당 95석 통일국민당 14석 새한국당 2석 신정치개혁당 1석 무소속 17석              |
| 1993년 4월 27일  | 송광호 | 무소속 → 민주자유당         | 충북 제천군·단양군        | 입당 | ±8          | 민주자유당 167석 민주당 95석 통일국민당 14석 새한국당 2석 신정치개혁당 1석 무소속 17석              |
| 1993년 4월 27일  | 김범명 | 무소속 → 민주자유당         | 충남 논산군               | 입당 | ±8          | 민주자유당 167석 민주당 95석 통일국민당 14석 새한국당 2석 신정치개혁당 1석 무소속 17석              |
| 1993년 4월 27일  | 송영진 | 무소속 → 민주자유당         | 충남 당진군               | 입당 | ±8          | 민주자유당 167석 민주당 95석 통일국민당 14석 새한국당 2석 신정치개혁당 1석 무소속 17석              |
| 1993년 5월 22일  | 손승덕 | 통일국민당                  | 강원 춘천시               | 사망 | -1          | 민주자유당 167석 민주당 95석 통일국민당 13석 새한국당 2석 신정치개혁당 1석 무소속 17석              |
| 1993년 5월 29일  | 이원조 → 이재명                                                                                                   | 민주자유당                  | 전국구                    | 이원조 사퇴 이재명 승계 |             | 민주자유당 167석 민주당 95석 통일국민당 13석 새한국당 2석 신정치개혁당 1석 무소속 17석              |
| 1993년 6월 3일   | 김종인 | 민주자유당 → 무소속         | 전국구                    | 탈당 | ±1          | 민주자유당 166석 민주당 95석 통일국민당 13석 새한국당 2석 신정치개혁당 1석 무소속 18석              |
| 1993년 6월 11일  | 최욱철 | 민주당                      | 강원 명주군·양양군        | 재보궐선거 당선 | +1          | 민주자유당 168석 민주당 96석 통일국민당 13석 새한국당 2석 신정치개혁당 1석 무소속 18석              |
| 1993년 6월 11일  | 이용삼 | 민주자유당                  | 강원 화천군·철원군        | 재보궐선거 당선 | +2          | 민주자유당 168석 민주당 96석 통일국민당 13석 새한국당 2석 신정치개혁당 1석 무소속 18석              |
| 1993년 6월 11일  | 반형식 | 민주자유당                  | 경북 예천군               | 재보궐선거 당선 | +2          | 민주자유당 168석 민주당 96석 통일국민당 13석 새한국당 2석 신정치개혁당 1석 무소속 18석              |
| 1993년 6월 24일  | 김해석 | 무소속 → 민주자유당         | 대구 남구                 | 입당 | ±3          | 민주자유당 171석 민주당 96석 통일국민당 13석 새한국당 2석 신정치개혁당 1석 무소속 15석              |
| 1993년 6월 24일  | 이학원 | 무소속 → 민주자유당         | 경북 울진군               | 입당 | ±3          | 민주자유당 171석 민주당 96석 통일국민당 13석 새한국당 2석 신정치개혁당 1석 무소속 15석              |
| 1993년 6월 24일  | 이건영 | 무소속 → 민주자유당         | 전국구(통일국민당)        | 입당 | ±3          | 민주자유당 171석 민주당 96석 통일국민당 13석 새한국당 2석 신정치개혁당 1석 무소속 15석              |
| 1993년 6월 30일  | 박준규 | 무소속                      | 대구 동구 을              | 공직자 재산공개 파동으로 사퇴 | -1          | 민주자유당 171석 민주당 96석 통일국민당 13석 새한국당 2석 신정치개혁당 1석 무소속 14석              |
| 1993년 8월 6일   | 정주일 | 통일국민당 → 무소속         | 경기 구리시               | 탈당 | ±1          | 민주자유당 171석 민주당 96석 통일국민당 12석 새한국당 2석 신정치개혁당 1석 무소속 15석              |
| 1993년 8월 12일  | 서훈 | 무소속                      | 대구 동구 을              | 재보궐선거 당선 | +1          | 민주자유당 172석 민주당 96석 통일국민당 12석 새한국당 2석 신정치개혁당 1석 무소속 16석              |
| 1993년 8월 12일  | 류종수 | 민주자유당                  | 강원 춘천시               | 재보궐선거 당선 | +1          | 민주자유당 172석 민주당 96석 통일국민당 12석 새한국당 2석 신정치개혁당 1석 무소속 16석              |
| 1993년 9월 12일  | 최영한 | 무소속 → 민주자유당         | 전국구(통일국민당)        | 입당 | ±1          | 민주자유당 173석 민주당 96석 통일국민당 12석 새한국당 2석 신정치개혁당 1석 무소속 15석              |
| 1993년 9월 15일  | 박규식 | 민주자유당 → 무소속         | 경기 부천시 남구          | 탈당 | ±1          | 민주자유당 172석 민주당 96석 통일국민당 12석 새한국당 2석 신정치개혁당 1석 무소속 16석              |
| 1993년 9월 17일  | 이학원 | 민주자유당 → 무소속         | 경북 울진군               | 탈당 | ±1          | 민주자유당 171석 민주당 96석 통일국민당 12석 새한국당 2석 신정치개혁당 1석 무소속 17석              |
| 1993년 10월 28일 | 정창현 | 무소속 → 민주자유당         | 전국구(통일국민당)        | 입당 | ±1          | 민주자유당 172석 민주당 96석 통일국민당 12석 새한국당 2석 신정치개혁당 1석 무소속 16석              |
| 1994년 5월 15일  | 서수종 | 민주자유당                  | 경북 경주시               | 사망 | -1          | 민주자유당 171석 민주당 96석 통일국민당 12석 새한국당 2석 신정치개혁당 1석 무소속 16석              |
| 1994년 5월 24일  | 심명보 | 민주자유당                  | 강원 영월군·평창군        | 사망 | -1          | 민주자유당 170석 민주당 96석 통일국민당 12석 새한국당 2석 신정치개혁당 1석 무소속 16석              |
| 1994년 6월 7일   | 임춘원 | 무소속 → 통일국민당         | 서울 서대문구 을          | 입당 | ±4          | 민주자유당 170석 민주당 96석 통일국민당 16석 새한국당 2석 신정치개혁당 1석 무소속 12석              |
| 1994년 6월 7일   | 박규식 | 무소속 → 통일국민당         | 경기 부천시 남구          | 입당 | ±4          | 민주자유당 170석 민주당 96석 통일국민당 16석 새한국당 2석 신정치개혁당 1석 무소속 12석              |
| 1994년 6월 7일   | 김진영 | 무소속 → 통일국민당         | 충북 청주시 갑            | 입당 | ±4          | 민주자유당 170석 민주당 96석 통일국민당 16석 새한국당 2석 신정치개혁당 1석 무소속 12석              |
| 1994년 6월 7일   | 양순직 | 무소속 → 통일국민당         | 전국구(통일국민당)        | 입당 | ±4          | 민주자유당 170석 민주당 96석 통일국민당 16석 새한국당 2석 신정치개혁당 1석 무소속 12석              |
| 1994년 6월 27일  | 장경우 | 새한국당 → 민주당           | 경기 안산시·옹진군        | 당적변경 | ±1          | 민주자유당 170석 민주당 97석 통일국민당 16석 신정치개혁당 1석 새한국당 1석 무소속 12석              |
| 1994년 6월 28일  | 박철언 | 통일국민당                  | 대구 수성구 갑            | 슬롯머신 사건으로 의원직 상실 | -1          | 민주자유당 170석 민주당 97석 통일국민당 15석 신정치개혁당 1석 새한국당 1석 무소속 12석              |
| 1994년 6월 30일  | | 통일국민당 → 신민당         |                           | 신정치개혁당과 합당을 위한 당명변경 |             | 민주자유당 170석 민주당 97석 신민당 15석 신정치개혁당 1석 새한국당 1석 무소속 12석                  |
| 1994년 7월 5일   | 이자헌 | 신민당 → 무소속             | 경기 평택군               | 탈당 | ±1          | 민주자유당 170석 민주당 97석 신민당 14석 신정치개혁당 1석 새한국당 1석 무소속 13석                  |
| 1994년 7월 8일   | 박찬종 | 신정치개혁당 → 신민당       | 서울 서초구 갑            | 합당 | ±1          | 민주자유당 170석 민주당 97석 신민당 15석 새한국당 1석 무소속 13석                                   |
| 1994년 7월       | 김진영 | 신민당 → 무소속             | 충북 청주시 갑            | 탈당? | ±1          | 민주자유당 170석 민주당 97석 신민당 14석 새한국당 1석 무소속 14석                                   |
| 1994년 8월 2일   | 현경자 | 신민당                      | 대구 수성구 갑            | 재보궐선거 당선 | +1          | 민주자유당 171석 민주당 98석 신민당 15석 새한국당 1석 무소속 14석                                   |
| 1994년 8월 2일   | 김기수 | 민주자유당                  | 강원 영월군·평창군        | 재보궐선거 당선 | +1          | 민주자유당 171석 민주당 98석 신민당 15석 새한국당 1석 무소속 14석                                   |
| 1994년 8월 2일   | 이상두 | 민주당                      | 경북 경주시               | 재보궐선거 당선 | +1          | 민주자유당 171석 민주당 98석 신민당 15석 새한국당 1석 무소속 14석                                   |
| 1994년 8월 11일  | 윤영탁 | 무소속 → 민주자유당         | 대구 수성구 을            | 입당 | ±5          | 민주자유당 176석 민주당 98석 신민당 15석 새한국당 1석 무소속 9석                                    |
| 1994년 8월 11일  | 정주일 | 무소속 → 민주자유당         | 경기 구리시               | 입당 | ±5          | 민주자유당 176석 민주당 98석 신민당 15석 새한국당 1석 무소속 9석                                    |
| 1994년 8월 11일  | 김정남 | 무소속 → 민주자유당         | 강원 삼척시·삼척군        | 입당 | ±5          | 민주자유당 176석 민주당 98석 신민당 15석 새한국당 1석 무소속 9석                                    |
| 1994년 8월 11일  | 차수명 | 무소속 → 민주자유당         | 경남 울산시 남구          | 입당 | ±5          | 민주자유당 176석 민주당 98석 신민당 15석 새한국당 1석 무소속 9석                                    |
| 1994년 8월 11일  | 변정일 | 무소속 → 민주자유당         | 제주 서귀포시·남제주군    | 입당 | ±5          | 민주자유당 176석 민주당 98석 신민당 15석 새한국당 1석 무소속 9석                                    |
| 1994년 9월 9일   | 김종인 → 정옥순                                                                                                   | 무소속 → 민주자유당         | 전국구(민주자유당)        | 김종인 대법원 판결에 따라 의원직 상실 정옥순 승계 | ±1          | 민주자유당 177석 민주당 98석 신민당 15석 새한국당 1석 무소속 8석                                    |
| 1994년 11월 2일  | 최병렬 → 김찬두                                                                                                   | 민주자유당                  | 전국구                    | 최병렬 서울시장 임명으로 사퇴 김찬두 승계 |             | 민주자유당 177석 민주당 98석 신민당 15석 새한국당 1석 무소속 8석                                    |
| 1994년 12월 22일 | 조순환 | 신민당 → 무소속             | 서울 송파구 갑            | 탈당 | ±3          | 민주자유당 177석 민주당 98석 신민당 12석 새한국당 1석 무소속 11석                                   |
| 1994년 12월 22일 | 유수호 | 신민당 → 무소속             | 대구 중구                 | 탈당 | ±3          | 민주자유당 177석 민주당 98석 신민당 12석 새한국당 1석 무소속 11석                                   |
| 1994년 12월 22일 | 김용환 | 신민당 → 무소속             | 충남 대천시·보령군        | 탈당 | ±3          | 민주자유당 177석 민주당 98석 신민당 12석 새한국당 1석 무소속 11석                                   |
| 1995년 2월 9일   | 김종필 | 민주자유당 → 무소속         | 충남 부여군               | 탈당 | ±5          | 민주자유당 172석 민주당 98석 신민당 12석 새한국당 1석 무소속 16석                                   |
| 1995년 2월 9일   | 이긍규 | 민주자유당 → 무소속         | 충남 서천군               | 탈당 | ±5          | 민주자유당 172석 민주당 98석 신민당 12석 새한국당 1석 무소속 16석                                   |
| 1995년 2월 9일   | 조부영 | 민주자유당 → 무소속         | 충남 청양군·홍성군        | 탈당 | ±5          | 민주자유당 172석 민주당 98석 신민당 12석 새한국당 1석 무소속 16석                                   |
| 1995년 2월 9일   | 이종근 | 민주자유당 → 무소속         | 충북 충주시·중원군        | 탈당 | ±5          | 민주자유당 172석 민주당 98석 신민당 12석 새한국당 1석 무소속 16석                                   |
| 1995년 2월 9일   | 구자춘 | 민주자유당 → 무소속         | 경북 달성군·고령군        | 탈당 | ±5          | 민주자유당 172석 민주당 98석 신민당 12석 새한국당 1석 무소속 16석                                   |
| 1995년 2월 9일   | 정석모 → 김사성                                                                                                   | 민주자유당                  | 전국구                    | 정석모 탈당으로 의원직 상실 김사성 승계 |             | 민주자유당 172석 민주당 98석 신민당 12석 새한국당 1석 무소속 16석                                   |
| 1995년 2월 27일  | 노재봉 → 이년석                                                                                                   | 민주자유당                  | 전국구                    | 노재봉 탈당으로 의원직 상실 이년석 승계 |             | 민주자유당 172석 민주당 98석 신민당 12석 새한국당 1석 무소속 16석                                   |
| 1995년 3월 7일   | | 새한국당 → 민주당           |                           | 합당 |             | 민주자유당 172석 민주당 99석 신민당 12석 무소속 16석                                                |
| 1995년 3월 30일  | 유수호 | 무소속 → 자유민주연합       | 대구 중구                 | 자유민주연합 창당 | ±10         | 민주자유당 172석 민주당 99석 신민당 12석 자유민주연합 10석 무소속 6석                               |
| 1995년 3월 30일  | 김진영 | 무소속 → 자유민주연합       | 충북 청주시 갑            | 자유민주연합 창당 | ±10         | 민주자유당 172석 민주당 99석 신민당 12석 자유민주연합 10석 무소속 6석                               |
| 1995년 3월 30일  | 이종근 | 무소속 → 자유민주연합       | 충북 충주시·중원군        | 자유민주연합 창당 | ±10         | 민주자유당 172석 민주당 99석 신민당 12석 자유민주연합 10석 무소속 6석                               |
| 1995년 3월 30일  | 김용환 | 무소속 → 자유민주연합       | 충남 대천시·보령군        | 자유민주연합 창당 | ±10         | 민주자유당 172석 민주당 99석 신민당 12석 자유민주연합 10석 무소속 6석                               |
| 1995년 3월 30일  | 정태영 | 무소속 → 자유민주연합       | 충남 금산군               | 자유민주연합 창당 | ±10         | 민주자유당 172석 민주당 99석 신민당 12석 자유민주연합 10석 무소속 6석                               |
| 1995년 3월 30일  | 김종필 | 무소속 → 자유민주연합       | 충남 부여군               | 자유민주연합 창당 | ±10         | 민주자유당 172석 민주당 99석 신민당 12석 자유민주연합 10석 무소속 6석                               |
| 1995년 3월 30일  | 이긍규 | 무소속 → 자유민주연합       | 충남 서천군               | 자유민주연합 창당 | ±10         | 민주자유당 172석 민주당 99석 신민당 12석 자유민주연합 10석 무소속 6석                               |
| 1995년 3월 30일  | 조부영 | 무소속 → 자유민주연합       | 충남 청양군·홍성군        | 자유민주연합 창당 | ±10         | 민주자유당 172석 민주당 99석 신민당 12석 자유민주연합 10석 무소속 6석                               |
| 1995년 3월 30일  | 구자춘 | 무소속 → 자유민주연합       | 경북 달성군·고령군        | 자유민주연합 창당 | ±10         | 민주자유당 172석 민주당 99석 신민당 12석 자유민주연합 10석 무소속 6석                               |
| 1995년 3월 30일  | 이학원 | 무소속 → 자유민주연합       | 경북 울진군               | 자유민주연합 창당 | ±10         | 민주자유당 172석 민주당 99석 신민당 12석 자유민주연합 10석 무소속 6석                               |
| 1995년 4월 21일  | 강우혁 | 민주자유당 → 자유민주연합   | 인천 남동구               | 당적변경 | ±1          | 민주자유당 171석 민주당 99석 신민당 12석 자유민주연합 11석 무소속 6석                               |
| 1995년 4월 25일  | 박찬종 | 신민당 → 무소속             | 서울 서초구 갑            | 탈당 | ±1          | 민주자유당 171석 민주당 99석 신민당 11석 자유민주연합 11석 무소속 7석                               |
| 1995년 5월 1일   | 박규식 | 신민당 → 자유민주연합       | 경기 부천시 남구          | 당적변경 | ±1          | 민주자유당 171석 민주당 99석 자유민주연합 12석 신민당 10석 무소속 7석                               |
| 1995년 5월 31일  | | 신민당 → 자유민주연합       |                           | 합당 |             | 민주자유당 171석 민주당 99석 자유민주연합 21석 무소속 8석                                           |
| 1995년 5월 31일  | 임춘원 | 신민당 → 무소속             | 경기 부천시 남구          | 당적변경 | ±1          | 민주자유당 171석 민주당 99석 자유민주연합 21석 무소속 8석                                           |
| 1995년 6월 7일   | 문정수 | 민주자유당                  | 부산 북구 갑              | 부산시장 출마로 사퇴 | -1          | 민주자유당 170석 민주당 98석 자유민주연합 21석 무소속 8석                                           |
| 1995년 6월 7일   | 허경만 | 민주당                      | 전남 순천시               | 전남지사 출마로 사퇴 | -1          | 민주자유당 170석 민주당 98석 자유민주연합 21석 무소속 8석                                           |
| 1995년 6월 9일   | 조순환 | 무소속 → 자유민주연합       | 서울 송파구 갑            | 입당 | ±1          | 민주자유당 168석 민주당 97석 자유민주연합 21석 무소속 7석                                           |
| 1995년 6월 9일   | 박찬종 | 무소속                      | 서울 서초구 갑            | 서울시장 출마로 사퇴 | -1          | 민주자유당 168석 민주당 97석 자유민주연합 21석 무소속 7석                                           |
| 1995년 6월 9일   | 강우혁 | 자유민주연합                | 인천 남동구               | 인천시장 출마로 사퇴 | -1          | 민주자유당 168석 민주당 97석 자유민주연합 21석 무소속 7석                                           |
| 1995년 6월 9일   | 이인제 | 민주자유당                  | 경기 안양시 갑            | 경기지사 출마로 사퇴 | -2          | 민주자유당 168석 민주당 97석 자유민주연합 21석 무소속 7석                                           |
| 1995년 6월 9일   | 임사빈 | 민주자유당                  | 경기 동두천시·양주군      | 경기지사 출마로 사퇴 | -2          | 민주자유당 168석 민주당 97석 자유민주연합 21석 무소속 7석                                           |
| 1995년 6월 9일   | 장경우 | 민주당                      | 경기 안산시·옹진군        | 경기지사 출마로 사퇴 | -1          | 민주자유당 168석 민주당 97석 자유민주연합 21석 무소속 7석                                           |
| 1995년 6월 27일  | 임춘원 | 무소속 → 신민당             | 서울 서대문구 을          | 신민당 창당 | ±1          | 민주자유당 168석 민주당 97석 자유민주연합 21석 신민당 1석 무소속 7석                                |
| 1995년 6월 30일  | 이해찬 | 민주당                      | 서울 관악구 을            | 서울부시장 지명으로 사퇴 | -1          | 민주자유당 168석 민주당 96석 자유민주연합 21석 신민당 1석 무소속 7석                                |
| 1995년 7월 11일  | 강창희 | 무소속 → 자유민주연합       | 대전 중구                 | 입당 | ±1          | 민주자유당 168석 민주당 96석 자유민주연합 22석 신민당 1석 무소속 7석                                |
| 1995년 8월 11일  | 이종찬 | 민주당 → 무소속             | 서울 종로구               | 탈당 | ±54         | 민주자유당 168석 민주당 42석 자유민주연합 22석 신민당 1석 무소속 61석                               |
| 1995년 8월 11일  | 정대철 | 민주당 → 무소속             | 서울 중구                 | 탈당 | ±54         | 민주자유당 168석 민주당 42석 자유민주연합 22석 신민당 1석 무소속 61석                               |
| 1995년 8월 11일  | 조세형 | 민주당 → 무소속             | 서울 성동구 을            | 탈당 | ±54         | 민주자유당 168석 민주당 42석 자유민주연합 22석 신민당 1석 무소속 61석                               |
| 1995년 8월 11일  | 김덕규 | 민주당 → 무소속             | 서울 중랑구 을            | 탈당 | ±54         | 민주자유당 168석 민주당 42석 자유민주연합 22석 신민당 1석 무소속 61석                               |
| 1995년 8월 11일  | 신계륜 | 민주당 → 무소속             | 서울 성북구 을            | 탈당 | ±54         | 민주자유당 168석 민주당 42석 자유민주연합 22석 신민당 1석 무소속 61석                               |
| 1995년 8월 11일  | 김원길 | 민주당 → 무소속             | 서울 도봉구 을            | 탈당 | ±54         | 민주자유당 168석 민주당 42석 자유민주연합 22석 신민당 1석 무소속 61석                               |
| 1995년 8월 11일  | 조순형 | 민주당 → 무소속             | 서울 도봉구 병            | 탈당 | ±54         | 민주자유당 168석 민주당 42석 자유민주연합 22석 신민당 1석 무소속 61석                               |
| 1995년 8월 11일  | 임채정 | 민주당 → 무소속             | 서울 노원구 을            | 탈당 | ±54         | 민주자유당 168석 민주당 42석 자유민주연합 22석 신민당 1석 무소속 61석                               |
| 1995년 8월 11일  | 손세일 | 민주당 → 무소속             | 서울 은평구 갑            | 탈당 | ±54         | 민주자유당 168석 민주당 42석 자유민주연합 22석 신민당 1석 무소속 61석                               |
| 1995년 8월 11일  | 이원형 | 민주당 → 무소속             | 서울 은평구 을            | 탈당 | ±54         | 민주자유당 168석 민주당 42석 자유민주연합 22석 신민당 1석 무소속 61석                               |
| 1995년 8월 11일  | 김상현 | 민주당 → 무소속             | 서울 서대문구 갑          | 탈당 | ±54         | 민주자유당 168석 민주당 42석 자유민주연합 22석 신민당 1석 무소속 61석                               |
| 1995년 8월 11일  | 김영배 | 민주당 → 무소속             | 서울 양천구 을            | 탈당 | ±54         | 민주자유당 168석 민주당 42석 자유민주연합 22석 신민당 1석 무소속 61석                               |
| 1995년 8월 11일  | 최두환 | 민주당 → 무소속             | 서울 강서구 을            | 탈당 | ±54         | 민주자유당 168석 민주당 42석 자유민주연합 22석 신민당 1석 무소속 61석                               |
| 1995년 8월 11일  | 이경재 | 민주당 → 무소속             | 서울 구로구 을            | 탈당 | ±54         | 민주자유당 168석 민주당 42석 자유민주연합 22석 신민당 1석 무소속 61석                               |
| 1995년 8월 11일  | 김병오 | 민주당 → 무소속             | 서울 구로구 병            | 탈당 | ±54         | 민주자유당 168석 민주당 42석 자유민주연합 22석 신민당 1석 무소속 61석                               |
| 1995년 8월 11일  | 장석화 | 민주당 → 무소속             | 서울 영등포구 갑          | 탈당 | ±54         | 민주자유당 168석 민주당 42석 자유민주연합 22석 신민당 1석 무소속 61석                               |
| 1995년 8월 11일  | 박실 | 민주당 → 무소속             | 서울 동작구 을            | 탈당 | ±54         | 민주자유당 168석 민주당 42석 자유민주연합 22석 신민당 1석 무소속 61석                               |
| 1995년 8월 11일  | 한광옥 | 민주당 → 무소속             | 서울 관악구 갑            | 탈당 | ±54         | 민주자유당 168석 민주당 42석 자유민주연합 22석 신민당 1석 무소속 61석                               |
| 1995년 8월 11일  | 홍사덕 | 민주당 → 무소속             | 서울 강남구 을            | 탈당 | ±54         | 민주자유당 168석 민주당 42석 자유민주연합 22석 신민당 1석 무소속 61석                               |
| 1995년 8월 11일  | 신기하 | 민주당 → 무소속             | 광주 동구                 | 탈당 | ±54         | 민주자유당 168석 민주당 42석 자유민주연합 22석 신민당 1석 무소속 61석                               |
| 1995년 8월 11일  | 정상용 | 민주당 → 무소속             | 광주 서구 갑              | 탈당 | ±54         | 민주자유당 168석 민주당 42석 자유민주연합 22석 신민당 1석 무소속 61석                               |
| 1995년 8월 11일  | 임복진 | 민주당 → 무소속             | 광주 서구 을              | 탈당 | ±54         | 민주자유당 168석 민주당 42석 자유민주연합 22석 신민당 1석 무소속 61석                               |
| 1995년 8월 11일  | 박광태 | 민주당 → 무소속             | 광주 북구 갑              | 탈당 | ±54         | 민주자유당 168석 민주당 42석 자유민주연합 22석 신민당 1석 무소속 61석                               |
| 1995년 8월 11일  | 이길재 | 민주당 → 무소속             | 광주 북구 을              | 탈당 | ±54         | 민주자유당 168석 민주당 42석 자유민주연합 22석 신민당 1석 무소속 61석                               |
| 1995년 8월 11일  | 조홍규 | 민주당 → 무소속             | 광주 광산구               | 탈당 | ±54         | 민주자유당 168석 민주당 42석 자유민주연합 22석 신민당 1석 무소속 61석                               |
| 1995년 8월 11일  | 이윤수 | 민주당 → 무소속             | 경기 성남시 수정구        | 탈당 | ±54         | 민주자유당 168석 민주당 42석 자유민주연합 22석 신민당 1석 무소속 61석                               |
| 1995년 8월 11일  | 문희상 | 민주당 → 무소속             | 경기 의정부시             | 탈당 | ±54         | 민주자유당 168석 민주당 42석 자유민주연합 22석 신민당 1석 무소속 61석                               |
| 1995년 8월 11일  | 이석현 | 민주당 → 무소속             | 경기 안양시 을            | 탈당 | ±54         | 민주자유당 168석 민주당 42석 자유민주연합 22석 신민당 1석 무소속 61석                               |
| 1995년 8월 11일  | 안동선 | 민주당 → 무소속             | 경기 부천시 중구 갑       | 탈당 | ±54         | 민주자유당 168석 민주당 42석 자유민주연합 22석 신민당 1석 무소속 61석                               |
| 1995년 8월 11일  | 오탄 | 민주당 → 무소속             | 전북 전주시 덕진구        | 탈당 | ±54         | 민주자유당 168석 민주당 42석 자유민주연합 22석 신민당 1석 무소속 61석                               |
| 1995년 8월 11일  | 장영달 | 민주당 → 무소속             | 전북 전주시 완산구        | 탈당 | ±54         | 민주자유당 168석 민주당 42석 자유민주연합 22석 신민당 1석 무소속 61석                               |
| 1995년 8월 11일  | 채영석 | 민주당 → 무소속             | 전북 군산시               | 탈당 | ±54         | 민주자유당 168석 민주당 42석 자유민주연합 22석 신민당 1석 무소속 61석                               |
| 1995년 8월 11일  | 이협 | 민주당 → 무소속             | 전북 이리시               | 탈당 | ±54         | 민주자유당 168석 민주당 42석 자유민주연합 22석 신민당 1석 무소속 61석                               |
| 1995년 8월 11일  | 김태식 | 민주당 → 무소속             | 전북 완주군               | 탈당 | ±54         | 민주자유당 168석 민주당 42석 자유민주연합 22석 신민당 1석 무소속 61석                               |
| 1995년 8월 11일  | 최락도 | 민주당 → 무소속             | 전북 김제시·김제군        | 탈당 | ±54         | 민주자유당 168석 민주당 42석 자유민주연합 22석 신민당 1석 무소속 61석                               |
| 1995년 8월 11일  | 정균환 | 민주당 → 무소속             | 전북 고창군               | 탈당 | ±54         | 민주자유당 168석 민주당 42석 자유민주연합 22석 신민당 1석 무소속 61석                               |
| 1995년 8월 11일  | 강철선 | 민주당 → 무소속             | 전북 옥구군               | 탈당 | ±54         | 민주자유당 168석 민주당 42석 자유민주연합 22석 신민당 1석 무소속 61석                               |
| 1995년 8월 11일  | 이희천 | 민주당 → 무소속             | 전북 부안군               | 탈당 | ±54         | 민주자유당 168석 민주당 42석 자유민주연합 22석 신민당 1석 무소속 61석                               |
| 1995년 8월 11일  | 최재승 | 민주당 → 무소속             | 전북 익산군               | 탈당 | ±54         | 민주자유당 168석 민주당 42석 자유민주연합 22석 신민당 1석 무소속 61석                               |
| 1995년 8월 11일  | 권노갑 | 민주당 → 무소속             | 전남 목포시               | 탈당 | ±54         | 민주자유당 168석 민주당 42석 자유민주연합 22석 신민당 1석 무소속 61석                               |
| 1995년 8월 11일  | 김충조 | 민주당 → 무소속             | 전남 여수시               | 탈당 | ±54         | 민주자유당 168석 민주당 42석 자유민주연합 22석 신민당 1석 무소속 61석                               |
| 1995년 8월 11일  | 김장곤 | 민주당 → 무소속             | 전남 나주시·나주군        | 탈당 | ±54         | 민주자유당 168석 민주당 42석 자유민주연합 22석 신민당 1석 무소속 61석                               |
| 1995년 8월 11일  | 신순범 | 민주당 → 무소속             | 전남 여천시·여천군        | 탈당 | ±54         | 민주자유당 168석 민주당 42석 자유민주연합 22석 신민당 1석 무소속 61석                               |
| 1995년 8월 11일  | 김명규 | 민주당 → 무소속             | 전남 동광양시·광양군      | 탈당 | ±54         | 민주자유당 168석 민주당 42석 자유민주연합 22석 신민당 1석 무소속 61석                               |
| 1995년 8월 11일  | 박태영 | 민주당 → 무소속             | 전남 담양군·장성군        | 탈당 | ±54         | 민주자유당 168석 민주당 42석 자유민주연합 22석 신민당 1석 무소속 61석                               |
| 1995년 8월 11일  | 조준승 | 민주당 → 무소속             | 전남 승주군               | 탈당 | ±54         | 민주자유당 168석 민주당 42석 자유민주연합 22석 신민당 1석 무소속 61석                               |
| 1995년 8월 11일  | 박상천 | 민주당 → 무소속             | 전남 고흥군               | 탈당 | ±54         | 민주자유당 168석 민주당 42석 자유민주연합 22석 신민당 1석 무소속 61석                               |
| 1995년 8월 11일  | 유준상 | 민주당 → 무소속             | 전남 보성군               | 탈당 | ±54         | 민주자유당 168석 민주당 42석 자유민주연합 22석 신민당 1석 무소속 61석                               |
| 1995년 8월 11일  | 이영권 | 민주당 → 무소속             | 전남 장흥군               | 탈당 | ±54         | 민주자유당 168석 민주당 42석 자유민주연합 22석 신민당 1석 무소속 61석                               |
| 1995년 8월 11일  | 김영진 | 민주당 → 무소속             | 전남 강진군·완도군        | 탈당 | ±54         | 민주자유당 168석 민주당 42석 자유민주연합 22석 신민당 1석 무소속 61석                               |
| 1995년 8월 11일  | 김봉호 | 민주당 → 무소속             | 전남 해남군·진도군        | 탈당 | ±54         | 민주자유당 168석 민주당 42석 자유민주연합 22석 신민당 1석 무소속 61석                               |
| 1995년 8월 11일  | 유인학 | 민주당 → 무소속             | 전남 영암군               | 탈당 | ±54         | 민주자유당 168석 민주당 42석 자유민주연합 22석 신민당 1석 무소속 61석                               |
| 1995년 8월 11일  | 김인곤 | 민주당 → 무소속             | 전남 함평군·영광군        | 탈당 | ±54         | 민주자유당 168석 민주당 42석 자유민주연합 22석 신민당 1석 무소속 61석                               |
| 1995년 8월 11일  | 한화갑 | 민주당 → 무소속             | 전남 신안군               | 탈당 | ±54         | 민주자유당 168석 민주당 42석 자유민주연합 22석 신민당 1석 무소속 61석                               |
| 1995년 8월 31일  | 박지원 → 배기선                                                                                                   | 민주당                      | 전국구                    | 박지원 탈당으로 의원직 상실 배기선 승계 |             | 민주자유당 168석 민주당 42석 자유민주연합 22석 신민당 1석 무소속 61석                               |
| 1995년 9월 6일   | 김범명 | 민주자유당 → 자유민주연합   | 충남 논산군               | 당적변경 | ±1          | 민주자유당 167석 민주당 42석 자유민주연합 22석 신민당 1석 무소속 61석                               |
| 1995년 9월 11일  | 이종찬 | 무소속 → 새정치국민회의     | 서울 종로구               | 새정치국민회의 창당 | ±53         | 민주자유당 167석 새정치국민회의 53석 민주당 42석 자유민주연합 22석 신민당 1석 무소속 8석            |
| 1995년 9월 11일  | 정대철 | 무소속 → 새정치국민회의     | 서울 중구                 | 새정치국민회의 창당 | ±53         | 민주자유당 167석 새정치국민회의 53석 민주당 42석 자유민주연합 22석 신민당 1석 무소속 8석            |
| 1995년 9월 11일  | 조세형 | 무소속 → 새정치국민회의     | 서울 성동구 을            | 새정치국민회의 창당 | ±53         | 민주자유당 167석 새정치국민회의 53석 민주당 42석 자유민주연합 22석 신민당 1석 무소속 8석            |
| 1995년 9월 11일  | 김덕규 | 무소속 → 새정치국민회의     | 서울 중랑구 을            | 새정치국민회의 창당 | ±53         | 민주자유당 167석 새정치국민회의 53석 민주당 42석 자유민주연합 22석 신민당 1석 무소속 8석            |
| 1995년 9월 11일  | 신계륜 | 무소속 → 새정치국민회의     | 서울 성북구 을            | 새정치국민회의 창당 | ±53         | 민주자유당 167석 새정치국민회의 53석 민주당 42석 자유민주연합 22석 신민당 1석 무소속 8석            |
| 1995년 9월 11일  | 김원길 | 무소속 → 새정치국민회의     | 서울 도봉구 을            | 새정치국민회의 창당 | ±53         | 민주자유당 167석 새정치국민회의 53석 민주당 42석 자유민주연합 22석 신민당 1석 무소속 8석            |
| 1995년 9월 11일  | 조순형 | 무소속 → 새정치국민회의     | 서울 도봉구 병            | 새정치국민회의 창당 | ±53         | 민주자유당 167석 새정치국민회의 53석 민주당 42석 자유민주연합 22석 신민당 1석 무소속 8석            |
| 1995년 9월 11일  | 임채정 | 무소속 → 새정치국민회의     | 서울 노원구 을            | 새정치국민회의 창당 | ±53         | 민주자유당 167석 새정치국민회의 53석 민주당 42석 자유민주연합 22석 신민당 1석 무소속 8석            |
| 1995년 9월 11일  | 손세일 | 무소속 → 새정치국민회의     | 서울 은평구 갑            | 새정치국민회의 창당 | ±53         | 민주자유당 167석 새정치국민회의 53석 민주당 42석 자유민주연합 22석 신민당 1석 무소속 8석            |
| 1995년 9월 11일  | 이원형 | 무소속 → 새정치국민회의     | 서울 은평구 을            | 새정치국민회의 창당 | ±53         | 민주자유당 167석 새정치국민회의 53석 민주당 42석 자유민주연합 22석 신민당 1석 무소속 8석            |
| 1995년 9월 11일  | 김상현 | 무소속 → 새정치국민회의     | 서울 서대문구 갑          | 새정치국민회의 창당 | ±53         | 민주자유당 167석 새정치국민회의 53석 민주당 42석 자유민주연합 22석 신민당 1석 무소속 8석            |
| 1995년 9월 11일  | 김영배 | 무소속 → 새정치국민회의     | 서울 양천구 을            | 새정치국민회의 창당 | ±53         | 민주자유당 167석 새정치국민회의 53석 민주당 42석 자유민주연합 22석 신민당 1석 무소속 8석            |
| 1995년 9월 11일  | 최두환 | 무소속 → 새정치국민회의     | 서울 강서구 을            | 새정치국민회의 창당 | ±53         | 민주자유당 167석 새정치국민회의 53석 민주당 42석 자유민주연합 22석 신민당 1석 무소속 8석            |
| 1995년 9월 11일  | 이경재 | 무소속 → 새정치국민회의     | 서울 구로구 을            | 새정치국민회의 창당 | ±53         | 민주자유당 167석 새정치국민회의 53석 민주당 42석 자유민주연합 22석 신민당 1석 무소속 8석            |
| 1995년 9월 11일  | 김병오 | 무소속 → 새정치국민회의     | 서울 구로구 병            | 새정치국민회의 창당 | ±53         | 민주자유당 167석 새정치국민회의 53석 민주당 42석 자유민주연합 22석 신민당 1석 무소속 8석            |
| 1995년 9월 11일  | 장석화 | 무소속 → 새정치국민회의     | 서울 영등포구 갑          | 새정치국민회의 창당 | ±53         | 민주자유당 167석 새정치국민회의 53석 민주당 42석 자유민주연합 22석 신민당 1석 무소속 8석            |
| 1995년 9월 11일  | 박실 | 무소속 → 새정치국민회의     | 서울 동작구 을            | 새정치국민회의 창당 | ±53         | 민주자유당 167석 새정치국민회의 53석 민주당 42석 자유민주연합 22석 신민당 1석 무소속 8석            |
| 1995년 9월 11일  | 한광옥 | 무소속 → 새정치국민회의     | 서울 관악구 갑            | 새정치국민회의 창당 | ±53         | 민주자유당 167석 새정치국민회의 53석 민주당 42석 자유민주연합 22석 신민당 1석 무소속 8석            |
| 1995년 9월 11일  | 신기하 | 무소속 → 새정치국민회의     | 광주 동구                 | 새정치국민회의 창당 | ±53         | 민주자유당 167석 새정치국민회의 53석 민주당 42석 자유민주연합 22석 신민당 1석 무소속 8석            |
| 1995년 9월 11일  | 정상용 | 무소속 → 새정치국민회의     | 광주 서구 갑              | 새정치국민회의 창당 | ±53         | 민주자유당 167석 새정치국민회의 53석 민주당 42석 자유민주연합 22석 신민당 1석 무소속 8석            |
| 1995년 9월 11일  | 임복진 | 무소속 → 새정치국민회의     | 광주 서구 을              | 새정치국민회의 창당 | ±53         | 민주자유당 167석 새정치국민회의 53석 민주당 42석 자유민주연합 22석 신민당 1석 무소속 8석            |
| 1995년 9월 11일  | 박광태 | 무소속 → 새정치국민회의     | 광주 북구 갑              | 새정치국민회의 창당 | ±53         | 민주자유당 167석 새정치국민회의 53석 민주당 42석 자유민주연합 22석 신민당 1석 무소속 8석            |
| 1995년 9월 11일  | 이길재 | 무소속 → 새정치국민회의     | 광주 북구 을              | 새정치국민회의 창당 | ±53         | 민주자유당 167석 새정치국민회의 53석 민주당 42석 자유민주연합 22석 신민당 1석 무소속 8석            |
| 1995년 9월 11일  | 조홍규 | 무소속 → 새정치국민회의     | 광주 광산구               | 새정치국민회의 창당 | ±53         | 민주자유당 167석 새정치국민회의 53석 민주당 42석 자유민주연합 22석 신민당 1석 무소속 8석            |
| 1995년 9월 11일  | 이윤수 | 무소속 → 새정치국민회의     | 경기 성남시 수정구        | 새정치국민회의 창당 | ±53         | 민주자유당 167석 새정치국민회의 53석 민주당 42석 자유민주연합 22석 신민당 1석 무소속 8석            |
| 1995년 9월 11일  | 문희상 | 무소속 → 새정치국민회의     | 경기 의정부시             | 새정치국민회의 창당 | ±53         | 민주자유당 167석 새정치국민회의 53석 민주당 42석 자유민주연합 22석 신민당 1석 무소속 8석            |
| 1995년 9월 11일  | 이석현 | 무소속 → 새정치국민회의     | 경기 안양시 을            | 새정치국민회의 창당 | ±53         | 민주자유당 167석 새정치국민회의 53석 민주당 42석 자유민주연합 22석 신민당 1석 무소속 8석            |
| 1995년 9월 11일  | 안동선 | 무소속 → 새정치국민회의     | 경기 부천시 중구 갑       | 새정치국민회의 창당 | ±53         | 민주자유당 167석 새정치국민회의 53석 민주당 42석 자유민주연합 22석 신민당 1석 무소속 8석            |
| 1995년 9월 11일  | 오탄 | 무소속 → 새정치국민회의     | 전북 전주시 덕진구        | 새정치국민회의 창당 | ±53         | 민주자유당 167석 새정치국민회의 53석 민주당 42석 자유민주연합 22석 신민당 1석 무소속 8석            |
| 1995년 9월 11일  | 장영달 | 무소속 → 새정치국민회의     | 전북 전주시 완산구        | 새정치국민회의 창당 | ±53         | 민주자유당 167석 새정치국민회의 53석 민주당 42석 자유민주연합 22석 신민당 1석 무소속 8석            |
| 1995년 9월 11일  | 채영석 | 무소속 → 새정치국민회의     | 전북 군산시               | 새정치국민회의 창당 | ±53         | 민주자유당 167석 새정치국민회의 53석 민주당 42석 자유민주연합 22석 신민당 1석 무소속 8석            |
| 1995년 9월 11일  | 이협 | 무소속 → 새정치국민회의     | 전북 이리시               | 새정치국민회의 창당 | ±53         | 민주자유당 167석 새정치국민회의 53석 민주당 42석 자유민주연합 22석 신민당 1석 무소속 8석            |
| 1995년 9월 11일  | 김태식 | 무소속 → 새정치국민회의     | 전북 완주군               | 새정치국민회의 창당 | ±53         | 민주자유당 167석 새정치국민회의 53석 민주당 42석 자유민주연합 22석 신민당 1석 무소속 8석            |
| 1995년 9월 11일  | 최락도 | 무소속 → 새정치국민회의     | 전북 김제시·김제군        | 새정치국민회의 창당 | ±53         | 민주자유당 167석 새정치국민회의 53석 민주당 42석 자유민주연합 22석 신민당 1석 무소속 8석            |
| 1995년 9월 11일  | 정균환 | 무소속 → 새정치국민회의     | 전북 고창군               | 새정치국민회의 창당 | ±53         | 민주자유당 167석 새정치국민회의 53석 민주당 42석 자유민주연합 22석 신민당 1석 무소속 8석            |
| 1995년 9월 11일  | 강철선 | 무소속 → 새정치국민회의     | 전북 옥구군               | 새정치국민회의 창당 | ±53         | 민주자유당 167석 새정치국민회의 53석 민주당 42석 자유민주연합 22석 신민당 1석 무소속 8석            |
| 1995년 9월 11일  | 이희천 | 무소속 → 새정치국민회의     | 전북 부안군               | 새정치국민회의 창당 | ±53         | 민주자유당 167석 새정치국민회의 53석 민주당 42석 자유민주연합 22석 신민당 1석 무소속 8석            |
| 1995년 9월 11일  | 최재승 | 무소속 → 새정치국민회의     | 전북 익산군               | 새정치국민회의 창당 | ±53         | 민주자유당 167석 새정치국민회의 53석 민주당 42석 자유민주연합 22석 신민당 1석 무소속 8석            |
| 1995년 9월 11일  | 권노갑 | 무소속 → 새정치국민회의     | 전남 목포시               | 새정치국민회의 창당 | ±53         | 민주자유당 167석 새정치국민회의 53석 민주당 42석 자유민주연합 22석 신민당 1석 무소속 8석            |
| 1995년 9월 11일  | 김충조 | 무소속 → 새정치국민회의     | 전남 여수시               | 새정치국민회의 창당 | ±53         | 민주자유당 167석 새정치국민회의 53석 민주당 42석 자유민주연합 22석 신민당 1석 무소속 8석            |
| 1995년 9월 11일  | 김장곤 | 무소속 → 새정치국민회의     | 전남 나주시·나주군        | 새정치국민회의 창당 | ±53         | 민주자유당 167석 새정치국민회의 53석 민주당 42석 자유민주연합 22석 신민당 1석 무소속 8석            |
| 1995년 9월 11일  | 신순범 | 무소속 → 새정치국민회의     | 전남 여천시·여천군        | 새정치국민회의 창당 | ±53         | 민주자유당 167석 새정치국민회의 53석 민주당 42석 자유민주연합 22석 신민당 1석 무소속 8석            |
| 1995년 9월 11일  | 김명규 | 무소속 → 새정치국민회의     | 전남 동광양시·광양군      | 새정치국민회의 창당 | ±53         | 민주자유당 167석 새정치국민회의 53석 민주당 42석 자유민주연합 22석 신민당 1석 무소속 8석            |
| 1995년 9월 11일  | 박태영 | 무소속 → 새정치국민회의     | 전남 담양군·장성군        | 새정치국민회의 창당 | ±53         | 민주자유당 167석 새정치국민회의 53석 민주당 42석 자유민주연합 22석 신민당 1석 무소속 8석            |
| 1995년 9월 11일  | 조준승 | 무소속 → 새정치국민회의     | 전남 승주군               | 새정치국민회의 창당 | ±53         | 민주자유당 167석 새정치국민회의 53석 민주당 42석 자유민주연합 22석 신민당 1석 무소속 8석            |
| 1995년 9월 11일  | 박상천 | 무소속 → 새정치국민회의     | 전남 고흥군               | 새정치국민회의 창당 | ±53         | 민주자유당 167석 새정치국민회의 53석 민주당 42석 자유민주연합 22석 신민당 1석 무소속 8석            |
| 1995년 9월 11일  | 유준상 | 무소속 → 새정치국민회의     | 전남 보성군               | 새정치국민회의 창당 | ±53         | 민주자유당 167석 새정치국민회의 53석 민주당 42석 자유민주연합 22석 신민당 1석 무소속 8석            |
| 1995년 9월 11일  | 이영권 | 무소속 → 새정치국민회의     | 전남 장흥군               | 새정치국민회의 창당 | ±53         | 민주자유당 167석 새정치국민회의 53석 민주당 42석 자유민주연합 22석 신민당 1석 무소속 8석            |
| 1995년 9월 11일  | 김영진 | 무소속 → 새정치국민회의     | 전남 강진군·완도군        | 새정치국민회의 창당 | ±53         | 민주자유당 167석 새정치국민회의 53석 민주당 42석 자유민주연합 22석 신민당 1석 무소속 8석            |
| 1995년 9월 11일  | 김봉호 | 무소속 → 새정치국민회의     | 전남 해남군·진도군        | 새정치국민회의 창당 | ±53         | 민주자유당 167석 새정치국민회의 53석 민주당 42석 자유민주연합 22석 신민당 1석 무소속 8석            |
| 1995년 9월 11일  | 유인학 | 무소속 → 새정치국민회의     | 전남 영암군               | 새정치국민회의 창당 | ±53         | 민주자유당 167석 새정치국민회의 53석 민주당 42석 자유민주연합 22석 신민당 1석 무소속 8석            |
| 1995년 9월 11일  | 김인곤 | 무소속 → 새정치국민회의     | 전남 함평군·영광군        | 새정치국민회의 창당 | ±53         | 민주자유당 167석 새정치국민회의 53석 민주당 42석 자유민주연합 22석 신민당 1석 무소속 8석            |
| 1995년 9월 11일  | 한화갑 | 무소속 → 새정치국민회의     | 전남 신안군               | 새정치국민회의 창당 | ±53         | 민주자유당 167석 새정치국민회의 53석 민주당 42석 자유민주연합 22석 신민당 1석 무소속 8석            |
| 1995년 10월 4일  | 이자헌 | 무소속 → 민주자유당         | 경기 평택군               | 입당 | ±1          | 민주자유당 168석 새정치국민회의 53석 민주당 42석 자유민주연합 22석 신민당 1석 무소속 7석            |
| 1995년 10월 14일 | 박준병 | 민주자유당 → 자유민주연합   | 충북 보은군·옥천군·영동군 | 당적변경 | ±1          | 민주자유당 167석 새정치국민회의 53석 민주당 42석 자유민주연합 23석 신민당 1석 무소속 7석            |
| 1995년 10월 18일 | 구창림 → 이민헌                                                                                                   | 민주자유당                  | 전국구                    | 구창림 탈당으로 의원직 상실 이민헌 승계 |             | 민주자유당 167석 새정치국민회의 53석 민주당 42석 자유민주연합 23석 신민당 1석 무소속 7석            |
| 1995년 10월 23일 | 함석재 | 민주자유당 → 자유민주연합   | 충남 천안군               | 당적변경 | ±1          | 민주자유당 166석 새정치국민회의 53석 민주당 42석 자유민주연합 24석 신민당 1석 무소속 7석            |
| 1995년 10월 27일 | 최운지 → 이수담                                                                                                   | 민주자유당                  | 전국구                    | 최운지 탈당으로 의원직 상실 이수담 승계 |             | 민주자유당 166석 새정치국민회의 53석 민주당 42석 자유민주연합 24석 신민당 1석 무소속 7석            |
| 1995년 10월 31일 | 구천서 → 배길랑                                                                                                   | 민주자유당                  | 전국구                    | 구천서 탈당으로 의원직 상실 배길랑 승계 |             | 민주자유당 166석 새정치국민회의 53석 민주당 42석 자유민주연합 24석 신민당 1석 무소속 7석            |
| 1995년 11월 4일  | 이부영 | 민주당                      | 서울 강동구 갑            | 국가보안법 위반으로 의원직 상실 | ±1          | 민주자유당 166석 새정치국민회의 53석 민주당 41석 자유민주연합 24석 신민당 1석 무소속 7석            |
| 1995년 12월 3일  | 박은태 | 민주당 → 무소속             | 전국구                    | 제명 | ±1          | 민주자유당 166석 새정치국민회의 53석 민주당 40석 자유민주연합 24석 신민당 1석 무소속 8석            |
| 1995년 12월 6일  | | 민주자유당 → 신한국당       |                           | 당명변경 |             | 신한국당 166석 새정치국민회의 53석 민주당 39석 자유민주연합 24석 신민당 1석 무소속 9석              |
| 1995년 12월 6일  | 이상두 | 민주당 → 무소속             | 경북 경주시               | 탈당 | ±1          | 신한국당 166석 새정치국민회의 53석 민주당 39석 자유민주연합 24석 신민당 1석 무소속 9석              |
| 1995년 12월 21일 | | 민주당 → 통합민주당         |                           | 개혁신당과 합당 |             | 신한국당 166석 새정치국민회의 53석 통합민주당 39석 자유민주연합 24석 신민당 1석 무소속 9석          |
| 1995년 12월 22일 | 정호용 | 신한국당 → 무소속           | 대구 서구 갑              | 탈당 | ±1          | 신한국당 165석 새정치국민회의 53석 통합민주당 39석 자유민주연합 24석 신민당 1석 무소속 10석         |
| 1996년 1월 3일   | 원광호 | 신한국당 → 무소속           | 강원 원주시               | 탈당 | ±1          | 신한국당 164석 새정치국민회의 53석 통합민주당 39석 자유민주연합 24석 신민당 1석 무소속 11석         |
| 1996년 1월 9일   | 최재욱 | 신한국당 → 무소속           | 대구 달서구 을            | 탈당 | ±1          | 신한국당 163석 새정치국민회의 53석 통합민주당 39석 자유민주연합 24석 신민당 1석 무소속 12석         |
| 1996년 1월 12일  | 김상구 | 신한국당 → 무소속           | 경북 상주시·상주군        | 탈당 | ±1          | 신한국당 162석 새정치국민회의 53석 통합민주당 39석 자유민주연합 24석 신민당 1석 무소속 13석         |
| 1996년 1월 17일  | 최재욱 | 무소속 → 자유민주연합       | 대구 달서구 을            | 입당 | ±1          | 신한국당 162석 새정치국민회의 53석 통합민주당 39석 자유민주연합 25석 신민당 1석 무소속 12석         |
| 1996년 1월 30일  | 허화평 | 신한국당 → 무소속           | 경북 포항시               | 탈당 | ±1          | 신한국당 161석 새정치국민회의 53석 통합민주당 39석 자유민주연합 25석 신민당 1석 무소속 13석         |
| 1996년 2월 2일   | 박제상 | 신한국당 → 무소속           | 경기 과천시·의왕시        | 탈당 | ±1          | 신한국당 160석 새정치국민회의 53석 통합민주당 38석 자유민주연합 27석 신민당 1석 무소속 13석         |
| 1996년 2월 2일   | 이상두 | 무소속 → 자유민주연합       | 경북 경주시               | 입당 | ±1          | 신한국당 160석 새정치국민회의 53석 통합민주당 38석 자유민주연합 27석 신민당 1석 무소속 13석         |
| 1996년 2월 2일   | 조윤형 → 이용준                                                                                                   | 민주당 → 자유민주연합       | 전국구(통일국민당)        | 조윤형 사망 이용준 승계 | ±1          | 신한국당 160석 새정치국민회의 53석 통합민주당 38석 자유민주연합 27석 신민당 1석 무소속 13석         |
| 1996년 2월 5일   | 류종수 | 신한국당 → 무소속           | 강원 춘천시               | 탈당 | ±1          | 신한국당 159석 새정치국민회의 53석 통합민주당 38석 자유민주연합 27석 신민당 1석 무소속 14석         |
| 1996년 2월 6일   | | 신민당 → 무정파전국연합     |                           | 당명변경 |             | 신한국당 159석 새정치국민회의 53석 통합민주당 38석 자유민주연합 27석 무정파전국연합 1석 무소속 14석 |
| 1996년 2월 7일   | 류승규 | 신한국당 → 무소속           | 강원 태백시               | 탈당 | ±1          | 신한국당 158석 새정치국민회의 53석 통합민주당 38석 자유민주연합 27석 무정파전국연합 1석 무소속 15석 |
| 1996년 2월 8일   | 곽정출 | 신한국당 → 무소속           | 부산 서구                 | 탈당 | ±2          | 신한국당 156석 새정치국민회의 53석 통합민주당 38석 자유민주연합 27석 무정파전국연합 1석 무소속 17석 |
| 1996년 2월 8일   | 김정남 | 신한국당 → 무소속           | 강원도 삼척시·삼척군      | 탈당 | ±2          | 신한국당 156석 새정치국민회의 53석 통합민주당 38석 자유민주연합 27석 무정파전국연합 1석 무소속 17석 |
| 1996년 2월 8일   | 최상용 → 김정숙                                                                                                   | 신한국당                    | 전국구                    | 최상용 탈당으로 의원직 상실 김정숙 승계 |             | 신한국당 156석 새정치국민회의 53석 통합민주당 38석 자유민주연합 27석 무정파전국연합 1석 무소속 17석 |
| 1996년 2월 9일   | 송두호 | 신한국당 → 무소속           | 부산 강서구               | 탈당 | ±1          | 신한국당 155석 새정치국민회의 53석 통합민주당 38석 자유민주연합 27석 무정파전국연합 1석 무소속 18석 |
| 1996년 2월 10일  | 이승무 | 신한국당 → 무소속           | 경북 점촌시·문경군        | 탈당 | ±1          | 신한국당 154석 새정치국민회의 54석 통합민주당 37석 자유민주연합 27석 무정파전국연합 1석 무소속 19석 |
| 1996년 2월 10일  | 하근수 | 통합민주당 → 새정치국민회의 | 인천 남구 을              | 탈당 | ±1          | 신한국당 154석 새정치국민회의 54석 통합민주당 37석 자유민주연합 27석 무정파전국연합 1석 무소속 19석 |
| 1996년 2월 16일  | 류종수 | 무소속 → 자유민주연합       | 강원 춘천시               | 입당 | ±1          | 신한국당 154석 새정치국민회의 54석 통합민주당 37석 자유민주연합 28석 무정파전국연합 1석 무소속 18석 |
| 1996년 2월 21일  | 정상천 | 신한국당 → 무소속           | 부산 중구                 | 탈당 | ±1          | 신한국당 153석 새정치국민회의 54석 통합민주당 37석 자유민주연합 28석 무정파전국연합 1석 무소속 19석 |
| 1996년 2월 23일  | 조용직 → 김현배                                                                                                   | 신한국당                    | 전국구                    | 조용직 탈당으로 의원직 상실 김현배 승계 |             | 신한국당 153석 새정치국민회의 54석 통합민주당 37석 자유민주연합 28석 무정파전국연합 1석 무소속 19석 |
| 1996년 2월 23일  | 박정수 | 신한국당 → 새정치국민회의   | 경북 김천시·금릉군        | 당적변경 | ±1          | 신한국당 152석 새정치국민회의 55석 통합민주당 37석 자유민주연합 28석 무정파전국연합 1석 무소속 19석 |
| 1996년 2월 23일  | 박재홍 → 박승옹                                                                                                   | 신한국당                    | 전국구                    | 박재홍 탈당으로 의원직 상실 박승옹 승계 |             | 신한국당 152석 새정치국민회의 55석 통합민주당 37석 자유민주연합 28석 무정파전국연합 1석 무소속 19석 |
| 1996년 2월 28일  | 허삼수 | 신한국당 → 무소속           | 부산 동구                 | 탈당 | ±1          | 신한국당 151석 새정치국민회의 55석 통합민주당 37석 자유민주연합 28석 무정파전국연합 1석 무소속 20석 |
| 1996년 3월 2일   | 주양자 → 진경탁                                                                                                   | 신한국당                    | 전국구                    | 주앙자 탈당으로 의원직 상실 진경탁 승계 |             | 신한국당 151석 새정치국민회의 55석 통합민주당 37석 자유민주연합 28석 무정파전국연합 1석 무소속 20석 |
| 1996년 3월 2일   | 장재식 이우정 나병선 김충현 박정훈 김옥두 남궁진 배기선 → 최병욱 장정곤 김유진 서호석 장광근 박명서 한원석 김용덕 | 통합민주당                  | 전국구                    | 장재식, 이우정, 나병선, 김충현, 박정훈, 김옥두, 남궁진 배기선 탈당으로 의원직 상실 최병욱, 장정곤, 김유진, 서호석, 장광근, 박명서, 한원석 김용덕 승계 |             | 신한국당 151석 새정치국민회의 55석 통합민주당 37석 자유민주연합 28석 무정파전국연합 1석 무소속 20석 |
| 1996년 3월 5일   | 김광수 배길랑 → 허세욱                                                                                            | 신한국당                    | 전국구                    | 김광수, 배길랑 탈당으로 의원직 상실 허세욱 승계, 전국구 후보 부족으로 승계 불가                                                                       | -1          | 신한국당 150석 새정치국민회의 55석 통합민주당 37석 자유민주연합 28석 무정파전국연합 1석 무소속 20석 |
| 1996년 3월 10일  | 김동권 | 신한국당 → 무소속           | 경북 의성군               | 탈당 | ±1          | 신한국당 149석 새정치국민회의 55석 통합민주당 37석 자유민주연합 28석 무정파전국연합 1석 무소속 21석 |
| 1996년 3월 13일  | 배명국 | 신한국당 → 자유민주연합     | 경남 진해시·창원군        | 당적변경 | ±1          | 신한국당 148석 새정치국민회의 55석 통합민주당 37석 자유민주연합 29석 무정파전국연합 1석 무소속 21석 |
| 1996년 3월 13일  | 장준익 → 정양숙                                                                                                   | 통합민주당                  | 전국구                    | 장준익 탈당으로 의원직 상실 정양숙 승계 |             | 신한국당 148석 새정치국민회의 55석 통합민주당 37석 자유민주연합 29석 무정파전국연합 1석 무소속 21석 |
| 1996년 3월 21일  | 강신옥 | 신한국당                    | 전국구                    | 탈당으로 의원직 상실, 전국구 후보 부족으로 승계 불가                                                                                                  | -1          | 신한국당 147석 새정치국민회의 55석 통합민주당 37석 자유민주연합 29석 무정파전국연합 1석 무소속 21석 |
| 1996년 3월 22일  | 이수담 | 신한국당                    | 전국구                    | 탈당으로 의원직 상실, 전국구 후보 부족으로 승계 불가                                                                                                  | ±1          | 신한국당 146석 새정치국민회의 54석 통합민주당 37석 자유민주연합 29석 무정파전국연합 1석 무소속 22석 |
| 1996년 3월 22일  | 신진욱 → 고홍길                                                                                                   | 통합민주당                  | 전국구                    | 신진욱 탈당으로 의원직 상실 고홍길 승계 |             | 신한국당 146석 새정치국민회의 54석 통합민주당 37석 자유민주연합 29석 무정파전국연합 1석 무소속 22석 |
| 1996년 3월 22일  | 유준상 | 새정치국민회의 → 무소속     | 전남 보성군               | 탈당 | ±1          | 신한국당 146석 새정치국민회의 54석 통합민주당 37석 자유민주연합 29석 무정파전국연합 1석 무소속 22석 |
| 1996년 3월 25일  | 오탄 | 새정치국민회의 → 무소속     | 전북 전주시 덕진구        | 탈당 | ±1          | 신한국당 146석 새정치국민회의 53석 통합민주당 37석 자유민주연합 29석 무정파전국연합 1석 무소속 23석 |
| 1996년 4월 30일  | 이규택 | 통합민주당 → 무소속         | 경기 여주군               | 탈당 | ±1          | 신한국당 146석 새정치국민회의 53석 통합민주당 36석 자유민주연합 29석 무정파전국연합 1석 무소속 24석 |
| 1996년 5월 4일   | 최욱철 | 통합민주당 → 무소속         | 강원 명주군·양양군        | 탈당 | ±1          | 신한국당 146석 새정치국민회의 53석 통합민주당 35석 자유민주연합 29석 무정파전국연합 1석 무소속 25석 |
| 1996년 5월 24일  | 박태영 | 새정치국민회의 → 무소속     | 전남 담양군·장성군        | 탈당 | ±1          | 신한국당 146석 새정치국민회의 52석 통합민주당 35석 자유민주연합 29석 무정파전국연합 1석 무소속 26석 |

## 같이 보기
- 대한민국 제14대 국회의원 목록
- 대한민국 제14대 총선